# Llengües nambikwares
Les llengües nambikwara constitueixen una petita família lingüística, els membres de la qual es parlen tots a l'estat brasiler de Mato Grosso. Tradicionalment es consideraven dialectes d'una sola llengua, però no tots són mútuament intel·ligibles.
Es poden dividir en tres branques (número de parlants entre parèntesis): 
- Mamaindê (350)
- Nambikwara (1200)
- Sabanê (60)

Les varietats del mamaindê o nambikwara septentrional es veuen sovint com a dialectes, però Ethnologue les tracta com a llengües separades. El sabanê es limita a una única comunitat de parlants i, per tant, no es divideix en dialectes. Per altra banda, el nambikwara (meridional) en té onze.
S'estima que al grup lingüístic nambikwara hi pertanyen alguns 1.500 parlants, el nambikwara o nambikwara meridional en representa un 80%. La majoria dels membres dels pobles nambikwara són monolingües, però alguns joves parlen també portuguès. Els homes de la comunitat sabanê són trilingües, ja que a més del sabanê parlen portuguès i mamaindê.

## Relacions amb altres famílies
S'ha proposat una relació amb la llengua aïllada kanoê o kapixaná, però aquesta connexió generalment no está gaire acceptada.

## Contacte
Segons Jolkesky (2016) el contacte lingüístic ha causat semblances lèxiques entre les llengües nambikwara i les famílies i llengües aïllades aikanã, irantxe, itonama, kanoê, kwazá, peba -yagua, arawak, borôro i carib.

## Vocabulari
Paraules básiques segons Loukotka (1968):
| Paraula                | Tauité      | Sabané | Anunze    | Elotasu      | Kokozú     | Tagnaní   | Tamaindé     | Nene       | Tarundé    |
| ---------------------- | ----------- | ------ | --------- | ------------ | ---------- | --------- | ------------ | ---------- | ---------- |
| u                      |             | améro  |           | knakná       | kenáge     | etegenõ   | ganagidzyare | banuré     | kanákero   |
| dos                    |             | baléne |           | haːro        | searu      | dehaunõ   | bandyere     | lauré      | baʔãdo     |
| cap                    |             |        | ua-negetü | dwa-haniːkin | toa-nekisú | ga-nakitú | nuhi-naite   | nu-naite   |            |
| llengua (part del cos) | tayú-hendü  |        | uai-lehrú | año-heru     | toái-herú  | uai-hendé | noio-hidnde  | nuiú-endé  | nui-edende |
| mà                     | toái-kizeː  | depibá | uai-kizé  | dwa-hikisu   | toái-ikisú | ua-hité   | nuhiː-hĩte   | nuna-noré  |            |
| dona                   | akiːnaʔñazé |        | dusé      |              | dosú       | temoreː   | ndenore      | tenoré     | denõ       |
| aigua                  | ari         |        | uarazé    | iñausu       | unsazú     | narutundú | nahirinde    | narundé    | náru       |
| sol                    | utianezeː   | yóta   | ikidazé   | udiʔenikisu  | uterikisú  | chondí    | nahnde       | naneré     |            |
| blat de moro           | guyakizeː   |        |           | kayátsu      | kayátsu    | giaté     | kaiate       | kiakinindé | kiáteninde |
| lloro                  | anʔanzí     |        | kakaitezé | ãhru         | áhlu       |           |              | aundaré    | aúndere    |
| arc                    | arankizeː   |        | ukizé     | úkisu        | hukisú     | saltar    | hute         | aindé      |            |
| blanc                  | eːseːnanzeː | pãte   | kuidisú   | han          | ahéndesu   | déʔende   | hanidzare    |            | haniʔna    |